# Kim Källström
Kim Källström (Sandviken, 24 de agosto de 1982) é um ex-futebolista sueco que atuava como meia.

## Infância e Juventude
Källström nasceu em Sandviken no dia 24 de agosto de 1982.Em 1986, ele se juntou ao clube local Sandvikens IF. Em 1989 sua família mudou-se para Partille fora de Gotemburgo e Källström começou a jogar no Partille IF.

## Carreira

### Início
Seu primeiros clubes profissionais na Suécia foi BK Häcken de Gotemburgo, mas seu grande momento na Suécia veio quando ele se mudou para Djurgårdens IF em 2002, onde venceu o Campeonato Sueco em 2002 e 2003. Marcou duas vezes na Copa da UEFA contra o Shamrock Rovers,e FC Copenhague.

### Rennes
Na janela de transferências de  janeiro de 2004 Källström foi transferido para o Rennes onde ficou até a metade de 2006.

### Olympique Lyonnais
Em junho de 2006 assinou pelo Lyon, e passou a ganhar uma série de títulos com o clube.

### Spartak Moscou
Em 28 de julho de 2012, foi anunciado que Källström havia assinado com o Spartak Moscou por 3 milhões de euros e outros 600 mil em variáveis.

### Arsenal
Em 31 de janeiro de 2014 Källström foi emprestado pelo Spartak Moscou ao Arsenal.

## Seleção Sueca
Källström fez sua estreia internacional em 2001 contra a Finlândia. Ele fez parte da Seleção Sueca que disputou a Euro 2004,Copa do Mundo de 2006, e Euro 2008 torneios.

## Estilo de Jogo
Um meia que também pode jogar no pelo esquerdo, também é conhecido por suas boas cobranças de faltas com o pé esquerdo.

## Estatísticas
Atualizado em 27 de Abril de 2013

### Clubes

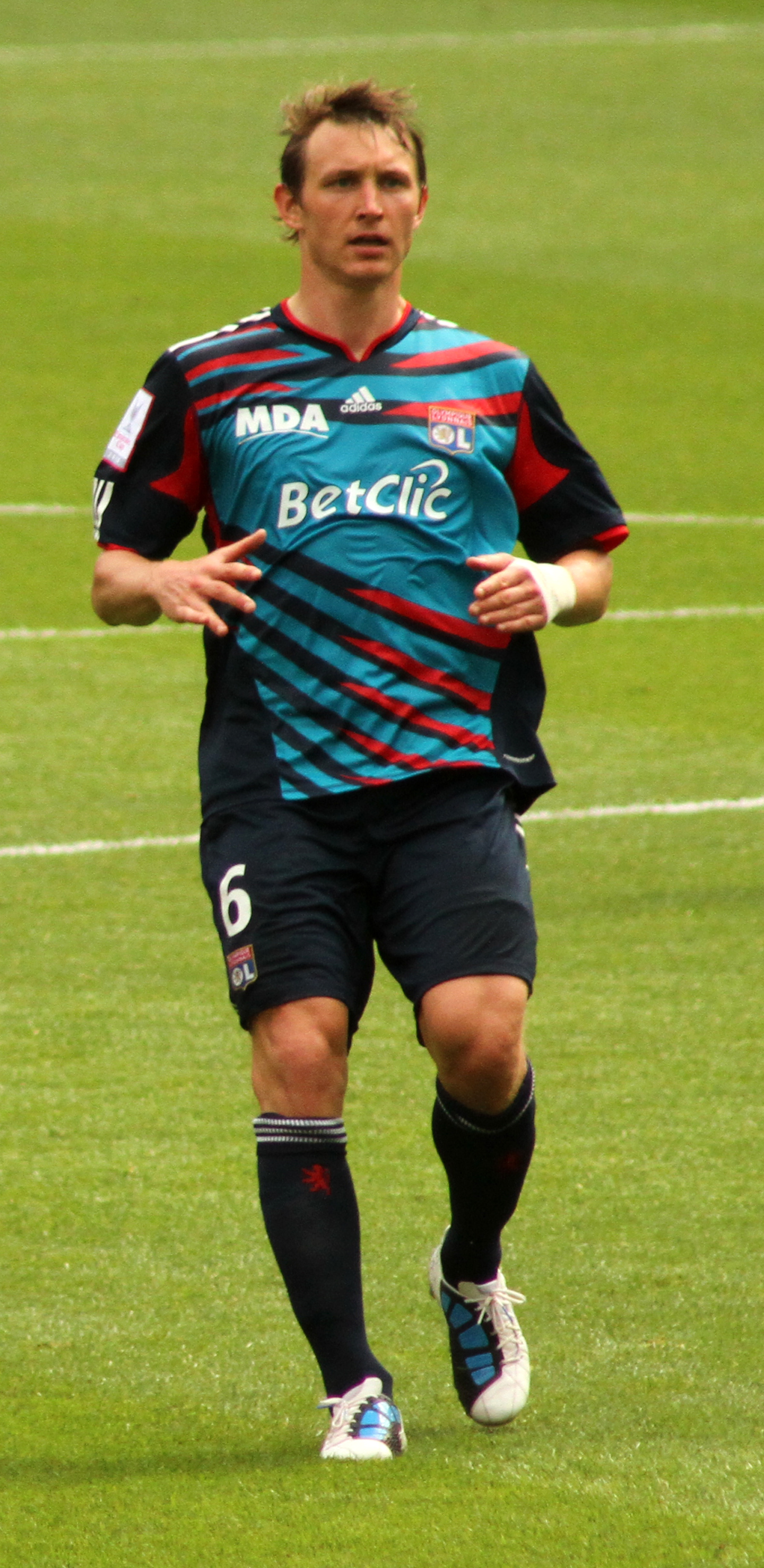
Kim Källström no Lyon.

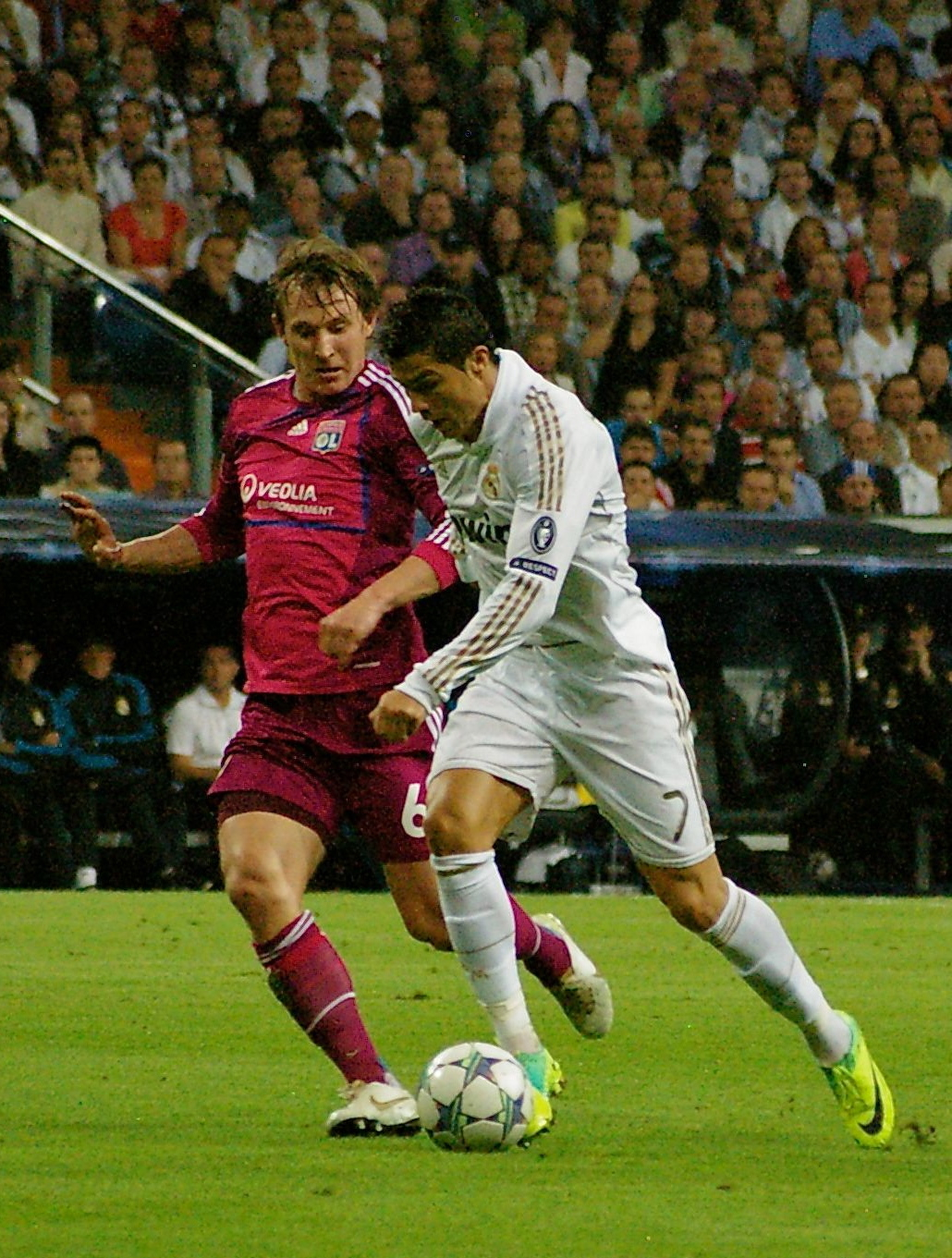
Kim Källström disputando bola com Cristiano Ronaldo em 2011.

| Performance no clube | Performance no clube | Performance no clube | Liga  | Liga | Copa           | Copa           | Copa da Liga       | Copa da Liga       | Continental | Continental | Total | Total |
| Temporada            | Clube                | Liga                 | Jogos | Gols | Jogos          | Gols           | Jogos              | Gols               | Jogos       | Gols        | Jogos | Gols  |
| Suécia               | Suécia               | Suécia               | Liga  | Liga | Copa           | Copa           | Copa da Liga       | Copa da Liga       | Continental | Continental | Total | Total |
| -------------------- | -------------------- | -------------------- | ----- | ---- | -------------- | -------------- | ------------------ | ------------------ | ----------- | ----------- | ----- | ----- |
| 1999                 | Häcken               | Superettan           | 22    | 4    | 2              | 1              | –                  | –                  | -           | -           | 24    | 5     |
| 2000                 | Häcken               | Allsvenskan          | 23    | 2    | 3              | 1              | –                  | –                  | -           | -           | 26    | 3     |
| 2001                 | Häcken               | Allsvenskan          | 24    | 8    | 1              | 0              | –                  | –                  | -           | -           | 25    | 8     |
| 2002                 | Djurgården           | Allsvenskan          | 24    | 12   | 6              | 3              | –                  | –                  | 6           | 1           | 36    | 16    |
| 2003                 | Djurgården           | Allsvenskan          | 24    | 14   | 3              | 1              | –                  | –                  | 2           | 0           | 29    | 15    |
| França               | França               | França               | Liga  | Liga | Copa           | Copa           | Copa da Liga       | Copa da Liga       | Continental | Continental | Total | Total |
| 2003–04              | Stade Rennais        | Ligue 1              | 18    | 7    | 3              | 0              | –                  | –                  | –           | –           | 21    | 7     |
| 2004–05              | Stade Rennais        | Ligue 1              | 31    | 5    | 1              | 0              | 1                  | 1                  | –           | –           | 33    | 6     |
| 2005–06              | Stade Rennais        | Ligue 1              | 34    | 8    | 5              | 1              | 0                  | 0                  | 4           | 0           | 43    | 9     |
| 2006–07              | Lyon                 | Ligue 1              | 33    | 3    | 3              | 0              | 4                  | 0                  | 6           | 1           | 46    | 4     |
| 2007–08              | Lyon                 | Ligue 1              | 37    | 5    | 6              | 0              | 2                  | 0                  | 8           | 1           | 53    | 6     |
| 2008–09              | Lyon                 | Ligue 1              | 32    | 2    | 2              | 0              | 1                  | 0                  | 6           | 0           | 41    | 2     |
| 2009–10              | Lyon                 | Ligue 1              | 32    | 4    | 2              | 0              | 0                  | 0                  | 13          | 1           | 47    | 5     |
| 2010–11              | Lyon                 | Ligue 1              | 22    | 2    | 2              | 0              | 1                  | 0                  | 5           | 0           | 30    | 2     |
| Rússia               | Rússia               | Rússia               | Liga  | Liga | Copa da Rússia | Copa da Rússia | Copa da Liga Russa | Copa da Liga Russa | Europeu     | Europeu     | Total | Total |
| 2012–13              | Spartak              | Campeonato Russo     | 0     | 0    | 0              | 0              | –                  | –                  | 0           | 0           | 0     | 0     |
| Total                | Suécia               | Suécia               | 117   | 40   | 15             | 6              | –                  | –                  | 8           | 2           | 140   | 48    |
| Total                | França               | França               | 239   | 36   | 24             | 1              | 9                  | 1                  | 42          | 3           | 314   | 41    |
| Total                | Rússia               | Rússia               | 0     | 0    | 0              | 0              | 0                  | 0                  | 0           | 0           | 0     | 0     |
| Total na carreira    | Total na carreira    | Total na carreira    | 356   | 76   | 39             | 7              | 9                  | 1                  | 50          | 5           | 454   | 89    |

### Seleção
| Suécia | Suécia   | Suécia |
| Anos   | Partidas | Gols   |
| ------ | -------- | ------ |
| 2001   | 2        | 0      |
| 2002   | 5        | 0      |
| 2003   | 7        | 1      |
| 2004   | 10       | 1      |
| 2005   | 7        | 2      |
| 2006   | 12       | 2      |
| 2007   | 9        | 2      |
| 2008   | 10       | 3      |
| 2009   | 9        | 2      |
| 2010   | 7        | 0      |
| 2011   | 11       | 3      |
| 2012   | 9        | 0      |
| Total  | 98       | 16     |

#### Gols pela Seleção
| Gols | Data                    | Localidade                         | Adversário     | Placar | Resultado | Competição                  |
| ---- | ----------------------- | ---------------------------------- | -------------- | ------ | --------- | --------------------------- |
| 1.   | 6 de Setembro de 2003   | Ullevi, Gothenburg                 | San Marino     | 4–0    | 5–0       | Euro 2004 Qualificação      |
| 2.   | 28 de Abril de 2004     | Estádio Cidade de Coimbra, Coimbra | Portugal       | 1–0    | 2–2       | Amistoso                    |
| 3.   | 8 de Junho de 2005      | Råsunda, Stockholm                 | Noruega        | 1–0    | 2–3       | Amistoso                    |
| 4.   | 12 de Outubro de 2005   | Råsunda, Stockholm                 | Islândia       | 3–1    | 3–1       | 2006 World cup Qualificação |
| 5.   | 2 de Setembro de 2006   | Skonto Stadium, Riga               | Letónia        | 1–0    | 1–0       | Euro 2008 Qualificação      |
| 6.   | 11 de Outubro de 2006   | Laugardalsvöllur, Reykjavik        | Islândia       | 1–1    | 2–1       | Euro 2008 Qualificação      |
| 7.   | 22 de Agosto de 2007    | Ullevi, Gothenburg                 | Estados Unidos | 1–0    | 1–0       | Amistoso                    |
| 8.   | 21 de Novembro de 2007  | Råsunda, Stockholm                 | Letónia        | 2–1    | 2–1       | Euro 2008 Qualificação      |
| 9.   | 20 de Agosto de 2008    | Ullevi, Gothenburg                 | França         | 2–3    | 2–3       | Amistoso                    |
| 10.  | 10 de Setembro de 2008  | Råsunda, Stockholm                 | Hungria        | 1–0    | 2–1       | 2010 World cup Qualificação |
| 11.  | 19 de Novembro de 2008  | Amsterdam ArenA, Amsterdam         | Países Baixos  | 1–2    | 1–3       | Amistoso                    |
| 12.  | 11 de Fevereiro de 2009 | UPC-Arena, Graz                    | Áustria        | 2–0    | 2–0       | Amistoso                    |
| 13.  | 10 de Junho de 2009     | Ullevi, Gothenburg                 | Malta          | 1–0    | 4–0       | 2010 World cup Qualificação |
| 14.  | 7 de Junho de 2011      | Råsunda, Stockholm                 | Finlândia      | 1–0    | 5–0       | Euro 2012 Qualificação      |
| 15.  | 6 de Setembro de 2011   | Stadio Olimpico, Serravalle        | San Marino     | 1–0    | 5–0       | Euro 2012 Qualificação      |
| 16.  | 11 de Outubro de 2011   | Råsunda, Stockholm                 | Países Baixos  | 1–0    | 3–2       | Euro 2012 Qualificação      |

## Títulos
Djurgårdens
- Campeonato Sueco: 2002, 2003

Olympique Lyonnais
- Ligue 1: 2006-07, 2007-08
- Coupe de France: 2007-08, 2011-12
- Trophée des Champions: 2006, 2007
- Copa da Paz: 2007